# Source (comando)
source é um comando Unix que avalia o arquivo após o comando, como uma lista de comandos, executado-o no contexto atual. 
Freqüentemente, o "contexto atual" é uma janela de terminal em que o usuário está digitando comandos durante uma sessão interativa. O comando source pode ser abreviado como apenas um ponto.
Alguns scripts bash devem ser executados usando a sintaxe source seu-script ao invés de executar como um comando executável, como por exemplo, se eles contêm um comando change directory (cd) e o usuário tem a intenção que ele seja deixado no diretório após o script ser concluído, ou o arquivo de script não tem a permissão "executar". Passando o nome do arquivo de script para o shell desejado executará o script em um subshell, e não no contexto atual.
Este comando também é chamado de comando ponto (.), e é um comando que executa ou abre um arquivo de computador. O nome do arquivo é o primeiro argumento do comando ponto. Pode-se especificar os parâmetros em um segundo argumento.
O arquivo não precisa ser executável, mas deve ser acessível a partir de um diretório definido na variável de ambiente PATH. O comando ponto é muitas vezes usado para definir as variáveis de ambiente que são acessíveis dentro do processo atual. Em contraste com o arquivo executado directamente como um executável, não haverá um novo processo de abertura e as definições definidas dentro do ambiente para aplicar o processo actual ou do reservatório actual.
O comando ponto não deve ser confundido com um arquivo de ponto, que é um arquivo oculto prefixado com ponto ("." ou diretório oculto.